# Heureka.cz
Heureka.cz – czeski serwis z branży e-commerce, należący do Heureka Group a.s. z siedzibą w Pradze. Został założony w 2007 roku.
Na platformie Heureka.cz swoje oferty prezentuje ponad 38 tys. sklepów internetowych, dzięki czemu użytkownicy portalu mogą wybierać oferty i porównywać ceny ponad 21 milionów produktów (stan na 2019 rok).
Platforma Heureka została założona przez grupę Miton. Później przechodziła przez ręce kolejnych właścicieli – polskiej Grupy Allegro, południowoafrykańskiego Naspers OCS oraz grupy inwestycyjnej Rockaway. W 2016 roku stała się własnością Heureka Shopping s.r.o.
W maju 2018 r. portal Heureka.cz był trzynastą stroną w Czechach pod względem popularności (według danych Alexa Internet).
Serwis jest dostępny również na Słowacji (Heureka.sk). Ponadto pod auspicjami grupy Heureka funkcjonują pokrewne platformy w innych krajach Europy – na Węgrzech (Árukereső.hu), w Rumunii (Compari.ro), w Bułgarii (Pazaruvaj.com), w Słowenii (Ceneje.si), w Chorwacji (Jeftinije.hr), w Serbii (Idealno.rs) oraz w Bośni i Hercegowinie (Idealno.ba).